# بطولة أمريكا الجنوبية لكرة القدم للسيدات 1998
بطولة أمريكا الجنوبية لكرة القدم للسيدات 1998 (بالإسبانية: Campeonato Sudamericano Femenino de 1998) هو الموسم 3 من  كوبا أمريكا فمنينا. أقيم في 1998، وأشرف على تنظيمه كونميبول، وكان عدد الأندية المشاركة فيه  10، وفاز فيه منتخب البرازيل لكرة القدم للسيدات.